# ITR Radiotelevisione
ITR Radiotelevisione è stata un'emittente televisiva italiana a carattere regionale.

## Storia
L'avventura televisiva inizia nel 1977 con l'emittente denominata T1S (Tele Uno Sora) grazie alle forze di un elettrotecnico, Antonino Tuzi, permettendo la visione dell'immagine del Castello di San Casto sul piccolo schermo.
Successivamente insieme agli editori di Radio Gamma, una delle prime emittenti radiofoniche sorane nata sempre nello stesso periodo, venne creata una nuova società dal nome ITR acronimo di International Tele Radio che si proponeva di realizzare trasmissioni radiofoniche e televisive.
ITR Sora, grazie al fondatore Antonino Tuzi, è riuscita a coprire con il segnale televisivo tutta la provincia di Frosinone e parte delle province di Latina, Roma, L'Aquila e Caserta.
Per diversi anni, fino a marzo del 2018, ha fatto parte del gruppo nazionale 7 Gold rinominando l'emittente ITR 7Gold Radiotelevisione arricchendo il palinsesto con trasmissioni a carattere nazionale come Il processo di Biscardi, Diretta Stadio, film e telefilm inediti ma sempre mantenendo i programmi di informazione ed approfondimento locale realizzati dalla redazione che da sempre è attenta agli eventi del territorio di copertura.
ITR è stata la prima emittente del basso Lazio che ha avviato la sperimentazione digitale (DVB-T) con un proprio bouquet su canali separati per Frosinone e Sora, ma è stato chiuso nel 2021.